# Georgica curiosa

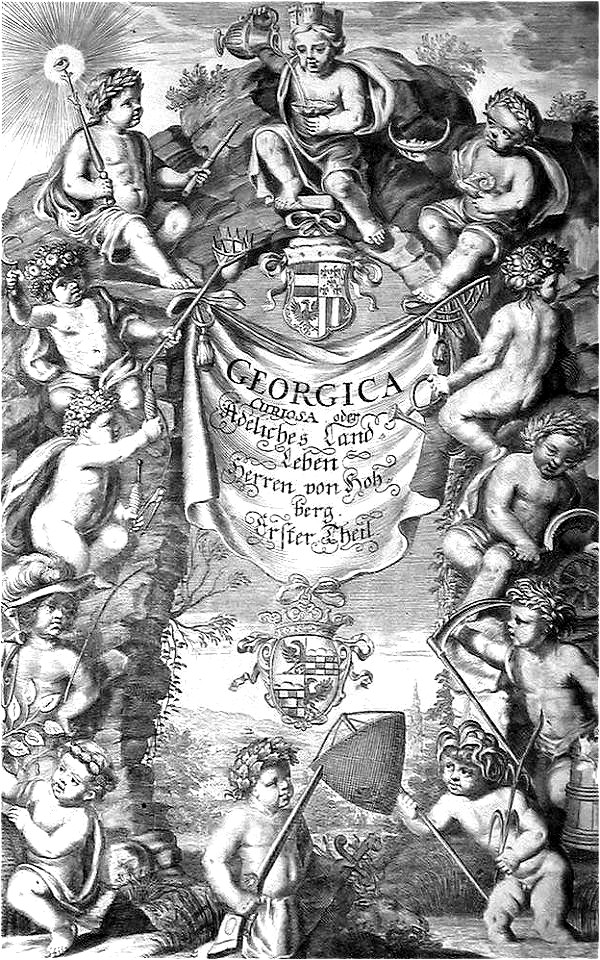
Page de titre de la première partie.

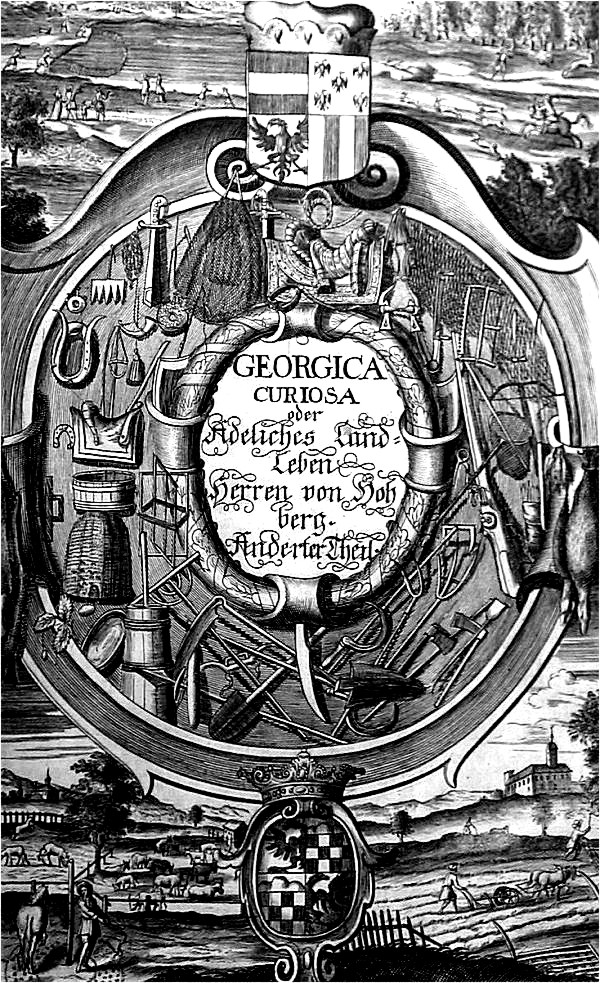
Page de titre de la deuxième partie.

Les Georgica curiosa sont un manuel encyclopédique en allemand consacré à tous les aspects de l'économie domestique et de l'agriculture tels qu'on les concevait au XVIIe siècle ; ils constituent un temps fort de la Hausväterliteratur (de), un genre littéraire destiné aux propriétaires de domaines de langue allemande. Son auteur est l'aristocrate terrien autrichien Wolf Helmhardt von Hohberg (de) (1612–1688).

## Cadre général
Écrit pour conseiller le groupe-cible des « Hausväter », les « pères de famille », les propriétaires-exploitants de grands domaines, souvent nobles, l'ouvrage prend en compte des aspects purement économiques, ainsi que d'autre facteurs. Le terme de « Hausväter » avait déjà été utilisé par Martin Luther. Dans son langage, le mot « Haus » avait une signification globale, désignant l'unité sociale de base de la société pré-moderne. Celle-ci regroupait généralement une famille formée d'un couple et de ses jeunes enfants, ainsi que toutes les autres personnes participant à la vie de la maisonnée : les domestiques, les personnes âgées, les parents non-mariés. Cette maisonnée avait des fonctions de production économique, de reproduction, de soins aux enfants et aux vieillards, d'enseignement de la religion et des normes laïques. Le « père de famille » possédait une autorité patriarcale sur tous ses membres. C'est par son intermédiaire qu'ils pouvaient s'intégrer dans des structures sociales plus larges, la paroisse, le village ou la ville.

## LesGeorgica curiosa

### Conception et mise en œuvre
L'auteur Wolf Helmhardt von Hohberg gérait une petite exploitation dans la partie silésienne de l'Autriche. Il y consacrait la plupart de son temps, mais avait aussi des ambitions littéraires. Vers 1660, il commença à concevoir un projet qui combinerait ses deux intérêts : un poème didactique agricole inspiré des Géorgiques de Virgile. Les amis auxquels il avait présenté ses essais furent cependant d'avis qu'il valait mieux qu'il s'exprime en prose. Hohberg passa alors un long moment à mûrir son projet, période durant laquelle il étudia la littérature agricole et les pratiques des exploitations de sa région. La persécution des protestants en Autriche l'obligea à quitter son domaine et à s'installer à Ratisbonne. C'est là qu'il trouva le temps de se consacrer à son œuvre. En 1682, il publia sous le titre de « Georgica curiosa », un grand in-quarto (35-40 cm de hauteur) de 1 400 pages. Une édition comportant 400 pages supplémentaires a suivi en 1687, sous le titre « Georgica curiosa aucta ». Le livre contient 277 gravures sur cuivre et de nombreuses gravures sur bois au fil du texte.
Le concept d'origine d'un poème didactique en vers classiques avait  donc été transformé en son contraire : un grand manuel en prose, en deux parties de six livres chacune. Au début de chacun des douze livres se trouve cependant un poème programmatique de plusieurs pages en latin, de versification plutôt maladroite. Dans son avant-propos, Hohberg donne une grande liste de ses sources littéraires : il ne cite qu'un seul écrivain de l'antiquité, expliquant que les auteurs qui étudient les coutumes du passé sont de peu de profits pour les gens sans instruction. Il cite au contraire de nombreux auteurs européens contemporains. Il est conscient que les méthodes agricoles proposées ne sont pas applicables sous tous les climats, mais écrit que l'on peut utiliser son livre dans toute l'Allemagne et les pays voisins.
L'œuvre a eu un grand succès et a été republiée en 1695, en 1701 et en 1715, l'éditeur de cette dernière à Nuremberg ayant même rajouté un troisième volume de 600 pages, contenant notamment un livre de cuisine.

### Structure et contenu

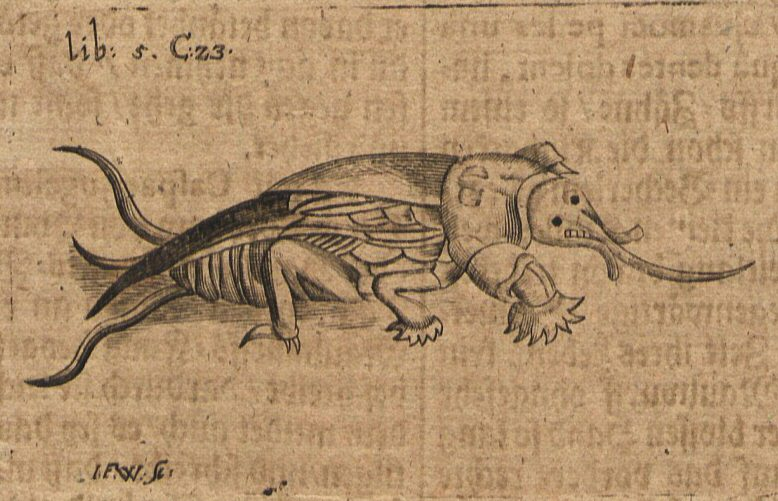
Gravure sur cuivre d'une courtilière (édition de 1695).

Première partie : la maison et le jardin.
Livre 1 : Questions générales, commerce, études régionales. – Livre 2 : Le père de famille. – Livre 3 : La mère de famille. – Livre 4 : Vigne et vergers. – Livre 5 : La cuisine et le jardin médicinal. – Livre 6 : Le jardin d'agrément.
Les livres 1 à 3, où sont exposés les aspects généraux de la vie familiale dans le pays, sont particulièrement intéressants pour l'histoire culturelle et l'histoire sociale. Au tout début du premier livre, Hohberg indique comme condition de base de bonne gestion économique, « la bénédiction de Dieu, sans lequel rien de valable ou de bon n'est possible ». Dans les chapitres suivants, il aborde des thèmes très variés : les routes, les écoles, les hôpitaux, les églises, les tribunaux, les réserves de chasse, la corvée, le registre foncier, l'arpentage, les impôts, les brasseries, les malteries, les briqueteries, les fours à chaux, le plâtre, les verreries, les séchoirs, les glacières, les ponts, les moulins, les carrières, les Juifs, les Tsiganes, les mendiants, les anabaptistes, les mines de sel, les mines de minerai, les métaux, la métallurgie, le soufre, le salpêtre, l'alun, les enclos, l'élevage des petits animaux, les tavernes, les marchés, la description de l'Autriche — à propos des Juifs, Hohberg remarque que dans de nombreux cas on ne peut se mettre d'accord s'ils devraient être tolérés ou « abolis » comme blasphémateurs et ennemis du Seigneur Jésus. Quant aux Tsiganes, il faut s'en méfier comme de voleurs et de sorciers, et les repousser par une action commune quand, selon leur habitude, ils « veulent percer dans une zone ». Les mendiants sont une nuisance, car ils harcèlent souvent si outrageusement les pauvres paysans que ceux-ci finissent par leur donner quelque chose. Sur l'alchimie et la transformation des métaux vils en or, Hohberg est  extrêmement prudent : « Mais je ne veux pas me faire des ennemis des vrais philosophes, ni nier tout à fait la possibilité de la transmutation des métaux. »

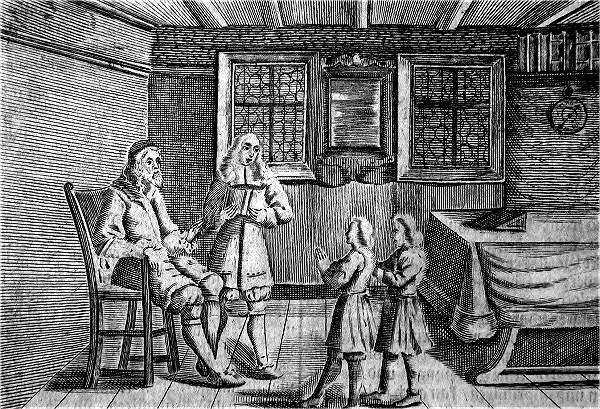
Le père de famille, le précepteur et les enfants.

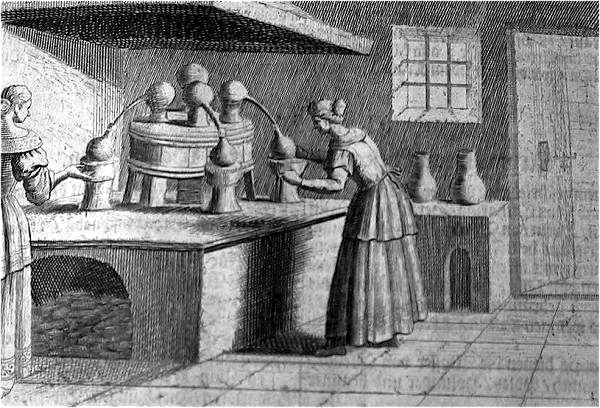
Des femmes travaillant à la distillation.

Dans le livre 2 sont traités : le comportement du père de famille vis-à-vis de Dieu et de ses propres passions, de son épouse, de ses enfants et de ses serviteurs, l'éducation des enfants et leur mariage, les événements spéciaux tels que l'inflation, la maladie et la guerre, les travaux annuels de la maison et des champs, les questions de la santé du corps et de l'âme — pour les rapports du patriarche avec sa femme, Hohberg emploie la métaphore d'une terre fertile, qu'on ne peut cultiver si les bœufs attelés à la charrue ne s'entendent pas : le ménage ne fonctionnera pas si les époux tirent chacun de leur côté au lieu de se venir mutuellement en aide. Pour son épouse, le père de famille doit être « plus doux que fort, plus sérieux que tyrannique et plus volontairement suivi que craint. » La domination de l'homme sur son épouse est à petite échelle une image de celle de Dieu sur les hommes. – Pour les serviteurs, il n'est pas gênant d'avoir ses propres sujets et de recueillir des orphelins, tant qu'ils ne s'en vont pas à volonté, reçoivent un salaire moindre et travaillent bien, mais chacun devrait faire attention de ne pas laisser entrer dans sa maison des « étrangers... ivrognes, garces et mauvais garçons, et des gens malsains, insinuants et suspects comme des sorciers ou des sorcières. »
Le troisième livre traite de la mère de famille et de ses fonctions : la nourriture des invités, la cuisson du pain, la bonne gestion du sel, de l'huile, du sucre, des épices, des poissons, des viandes, du gibier et de la volaille, la conservation dans le sel ou le vinaigre, la fabrication des bougies, du savon et des conserves, la production des confitures, des confiseries, des fruits confits et des diverses boissons aux fruits. La ménagère doit en outre jouer le rôle de médecin de famille - toutes les parties du corps, leurs maladies et les remèdes appropriés sont décrits en détail dans le livre -, capable de produire elle-même des remèdes et de gérer les distillations à l'alambic. Bien qu'Hohberg ait encore insisté dans d'autres livres sur la primauté de l'homme sur la femme, cet aspect doit être mis au moins partiellement en perspective avec ses exigences de modération, et la comparaison qu'il fait d'un foyer sans femme avec un jour sans soleil, un jardin sans fleurs ou un poisson sans eau. Surtout tard dans la vie, « elles nous sont nécessaires pour venir en aide aux infirmités de notre grand âge, dont nul autre ne devrait connaître le secret. » Une section traite de la question de savoir si les femmes devraient étudier. Hohberg juge qu'il « doit être plus nocif que profitable que les femmes veuillent poursuivre des études publiques, mais qu'on ne peut pas nier qu'elles sont comme les hommes à l'image de Dieu et... qu'elles partagent avec eux une communauté d'idées... »
Les livres quatre à six contiennent surtout des considérations d'ordre général. Parlant de la viticulture, Hohberg évoque les inconvénients de l'alcool : « Le vice d'ivrognerie est si communs dans nos régions, que même les femmes et les enfants peuvent s'y adonner... », ce qui est d'autant plus à déplorer « ... que non seulement la bonne raison ainsi arrosée empêche l'activité et nuit à la santé, mais aussi raccourcit la vie elle-même et met volontairement en danger le salut de nos âmes éternelles. »
Deuxième partie : les champs, l'élevage, la forêt et la chasse.
Livre 7 : De l'agriculture. – Livre 8 : De l'élevage des chevaux – Livre 9 : Les bovins, les ovins, les porcs et la volaille. – Livre 10 : Des abeilles et des vers à soie. – Livre 11 : L'approvisionnement en eau, la pisciculture, etc. – Livre 12 : La sylviculture et la chasse.
Les six livres de la deuxième partie sont consacrés à l'agriculture au sens strict. Mais là aussi, certaines considérations historiques et culturelles dépassent ce cadre étroit. Hohberg parle par exemple dans la préface de la deuxième partie des bénéfices respectables obtenus par l'agriculture et l'élevage, qu'il oppose au profit malhonnête obtenu par le commerce, souvent associé à la fraude et à l'usure — un sujet déjà traité par Aristote. – Un autre problème évoqué dans l'antiquité est la crainte que la fertilité des sols diminue avec le temps. Hohberg dit d'abord que le plan de Dieu ne peut être connu, mais que beaucoup de dégâts sont dus à un personnel maladroit et mal formé, qui laisse pousser les choses comme elles peuvent. Ailleurs, il explique pourquoi il faut en général interdire la chasse à son personnel : si la chasse et la pêche étaient permises, les jeunes gens s'y livreraient pour leur plaisir, plutôt qu'à leurs obligations, et au détriment du bien commun. Comme par l'oisiveté, ils perdraient le goût du travail et seraient conduits à leur ruine par toutes sortes de péchés et de vices.

## Citations originales
Toutes les citations de cet article sont extraites des pages du site du Deutsches Museum consacrées à Hohberg (voir liens externes).
1. ↑  « dergleichen auf die alten Zeiten und Gebräuche gerichtete Authores den ungelehrten Baurleuten wenig Nutzen schaffen. »
2. ↑  « im gantzen Teutschland und nächst daran benachbarten Ländern … wol gebrauchen kann. »
3. ↑  « Gottes Segen, ohn welchen nichts nutzbar oder gutes zu verrichten. »
4. ↑  « abgeschafft »
5. ↑  « in eine Gegend einbrechen wollen »
6. ↑  « mehr gelind als scharff, mehr ernsthaft als tyrannisch und mehr wolgewollt als gefürchtet zu seyn. »
7. ↑  « Fremde, … Trunckenbolde, Huren und Buben und dergleichen ungesunde, ansteckende und verdächtige Personen, sie seyen Manns- oder Weibs-Bilder. »
8. ↑  « sind sie uns am allernothwendigsten, denen Schwachheiten unsers hohen Alters zu Hülff zu kommen, die wir mit solcher Vertraulichkeit niemand andern … entdecken dörffen … »